# Michael Wildenhain

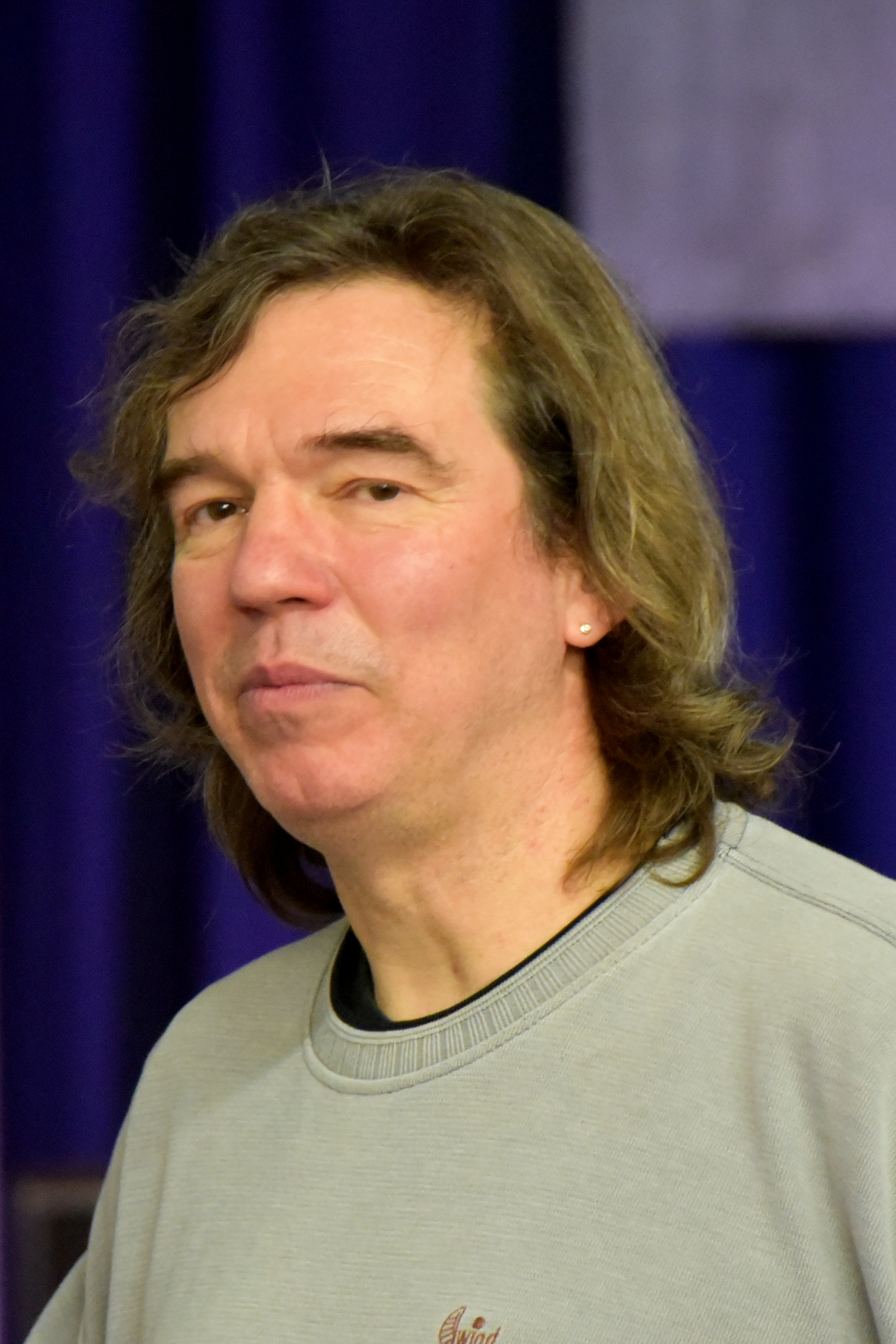
Michael Wildenhain (2015)

Michael Wildenhain (Pseudonym: Carl Wille, * 20. September 1958 in Berlin) ist ein deutscher Schriftsteller.

## Leben und Wirken
Michael Wildenhain ist der Sohn eines Schlossers und einer Erzieherin. Er wuchs in West-Berlin auf.
Nach dem Abitur absolvierte er ein Praktikum als Maschinenbauer und studierte anschließend u. a. Informatik, Philosophie, Mathematik und Wirtschaftsingenieurwesen. Er übte diverse Hilfsjobs aus und gehörte in den frühen 80er Jahren zwei Jahre lang zu einer Gruppe jugendlicher Hausbesetzer in Berlin. Nach einer Zeit als Regie-Hospitant am Hamburger Thalia-Theater in Hamburg ließ er sich 1987 als freier Schriftsteller in Berlin nieder.
Michael Wildenhain ist Verfasser von Romanen, Erzählungen, Gedichten, Theaterstücken und Jugendbüchern. In seinen ersten Werken schildert er die Hausbesetzer- und Autonomenszene im Berlin-Kreuzberg der Achtzigerjahre sowie den „Deutschen Herbst“. In den späteren Romanen kommen zeitgeschichtliche Gegenstände zur Darstellung, zudem wird das Spannungsverhältnis von Natur- und Geisteswissenschaft thematisiert. Seine Stücke beschäftigen sich mit Themen wie Gewalt und Rechtsradikalismus unter Jugendlichen. Für seine Buchveröffentlichungen wurde er seit 1987 mehrfach mit Preisen und Stipendien ausgezeichnet. Anlässlich seines 60. Geburtstags fand im Literaturforum im Brecht-Haus ein Symposium zu seinem Werk statt: „Geschichte und Individuum. Zum literarisch-zeitgeschichtlichen Werk Michael Wildenhains“.
Er ist Mitglied des Verbandes deutscher Schriftstellerinnen und Schriftsteller (VS), wo er von Juni 2014 bis Ende Mai 2017 im Vorstand und von Mai 2018 bis Juni 2022 Vorsitzender des Berliner Landesverbandes (VS Berlin) war. Am 15. Juni 2022 wurde er zum stellvertretenden Vorsitzenden gewählt. Zudem gehört er den Spreeautoren und dem PEN-Zentrum Deutschland an und war zwischen 2012 und Oktober 2020 Mitglied der Linkspartei.
Wildenhain gehörte im März 2018 zu den Erstunterzeichnern einer Erklärung, in dem sich Schriftsteller und andere Kulturschaffende mit allen Menschen solidarisieren, die „vor Krieg, Verfolgung und Armut in unsrem Land Zuflucht suchen“.

## Werke

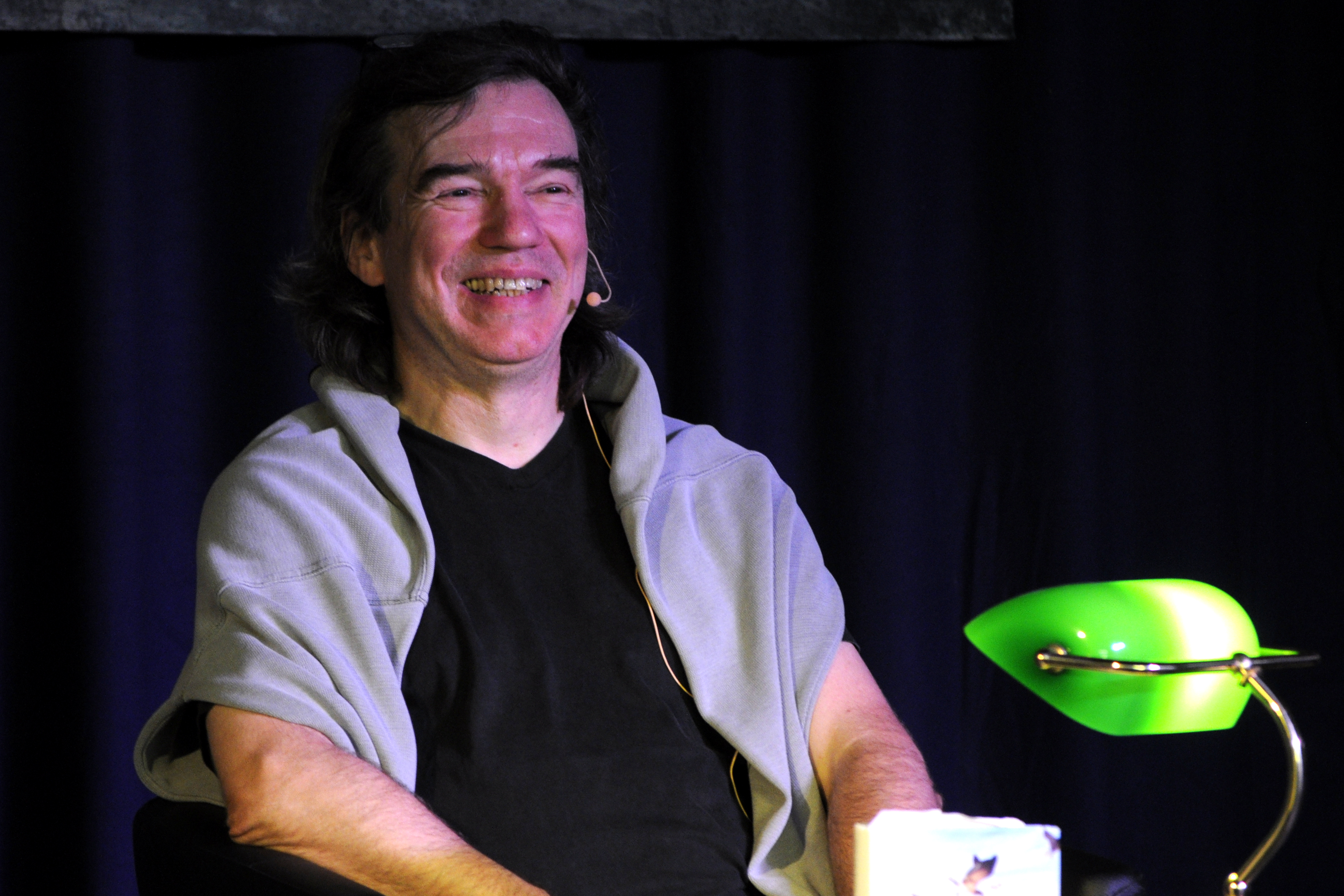
Michael Wildenhain auf der Messe schriftgut in Dresden

### Prosa
- Zum Beispiel K., Rotbuch-Verlag, Berlin 1983, ISBN 978-3880222687.
- Prinzenbad, Rotbuch-Verlag, Berlin 1987, ISBN 978-3880223271.
- Die kalte Haut der Stadt, Berlin 1991, ISBN 978-3596123582.
- Heimlich, still und leise, Erzählungen, Frankfurt am Main 1994, ISBN  978-3596223770.
- Exit Berlin, Rotbuch-Verlag, Berlin 1994 (unter dem Pseudonym Carl Wille).
- Erste Liebe – deutscher Herbst, Frankfurt am Main 1997, ISBN 978-3100912060.
- Der deutsche Zwilling, Rom 1999.
- Wieland, der Meister oder Alle Schwäne sind weiß, Frankfurt am Main 2000.
- Je t'aime, Rheinsberg 2002.
- Russisch Brot, Klett-Cotta, Stuttgart 2005, ISBN 978-3608935912.
- Die Schwestern, dtv, München 2005, ISBN 978-3423709491.
- Träumer des Absoluten, Klett-Cotta, Stuttgart 2008, ISBN 978-3608937572.
- Das Lächeln der Alligatoren. Klett-Cotta, Stuttgart 2015, ISBN 978-3-608-93973-6.
- Das Singen der Sirenen. Klett-Cotta, Stuttgart 2017, ISBN 978-3-608-98304-3.
- Das schöne Leben und der schnelle Tod, Fischer, Berlin 2019, ISBN  978-3737356213.
- Die Erfindung der Null. Klett-Cotta, Stuttgart 2020, ISBN 978-3-608-98305-0.

### Sachbuch
- Eine kurze Geschichte der Künstlichen Intelligenz. Klett-Cotta, Stuttgart 2024, ISBN 978-3-7681-9824-0.

### Lyrik
- Heiss ist die Nacht eine Spur, Edition Mariannenpresse, Berlin 1988
- Das Ticken der Steine, Rotbuch-Verlag, Berlin 1989
- Die Zeit als Wolf, Weilerswist, 1995
- Niemand würde jemals schneller laufen als wir, Verl. Fränkischer Tag, Bamberg 2005
- Die schönen scharfen Zähne der Koralle, Verl. Fränkischer Tag, Bamberg 2007
- Der Anfang, Stiftung Künstlerdorf (Hrsg.), Schöppingen 2008
- Wie es war – Liebesgedichte, Liebe, Weilerswist 2011

### Kinder- und Jugendliteratur
- Wer sich nicht wehrt, Ravensburger, Ravensburg 1994
- Crashcar, Ravensburger, Ravensburg 1995
- Lisa im Zirkus, Illustrationen: Wolfgang Slawski, Ravensburger, Ravensburg 1997
- Lisa und Robbi, Illustrationen: Wolfgang Slawski, Ravensburger, Ravensburg 1998
- Der Augenblick des Absprungs, dtv, München 2001
- Mit heißem Herz, dtv, München 2007
- Blutsbrüder, Ravensburger, Ravensburg 2011
- Leo der Held und der Traum vom Fußball, Ravensburger, Ravensburg 2014
- Alle gegen Lukas, Illustrationen: Eike Marcus, Ravensburger, Ravensburg 2015

### Theaterstücke
- Minna Musical, zusammen mit Konstantin Wecker und Nicolas Kemmer, Heilbronn 2000
- Dutschke, Im Schlagschatten des Mondes [u.a.], Stücke, Henschel Schauspiel, Berlin 2012

## Auszeichnungen und Ehrungen
- 1987: Wolfgang-Weyrauch-Förderpreis
- 1988: Ernst-Willner-Preis auf den 12. Tagen der deutschsprachigen Literatur
- 1994: Hans-im-Glück-Preis für Wer sich nicht wehrt
- 1997: Alfred-Döblin-Preis
- 1998: Villa-Massimo-Stipendium
- 1999: Autorenstipendium der Stiftung Preußische Seehandlung
- 2002: Stadtschreiber zu Rheinsberg
- 2005/06: Stipendium Internationales Künstlerhaus Villa Concordia
- 2006: London-Stipendium (Writer in Residence) des Deutschen Literaturfonds
- 2008: Alfred-Döblin-Stipendium im Döblin-Haus in Wewelsfleth
- 2011: Stipendiat in der Villa Decius, Krakau
- 2012: Ver.di-Literaturpreis Berlin-Brandenburg
- 2014: Aufenthaltsstipendium im Künstlerhof Schreyahn
- 2015: Dresdner Stadtschreiber
- 2015: In der Shortlist nominiert für den Preis der Leipziger Buchmesse mit Das Lächeln der Alligatoren.[6]
- 2017: Nominierung zum Deutschen Buchpreis mit Das Singen der Sirenen
- 2018: Stipendiat im Stuttgarter Schriftstellerhaus[7]